# 할론강

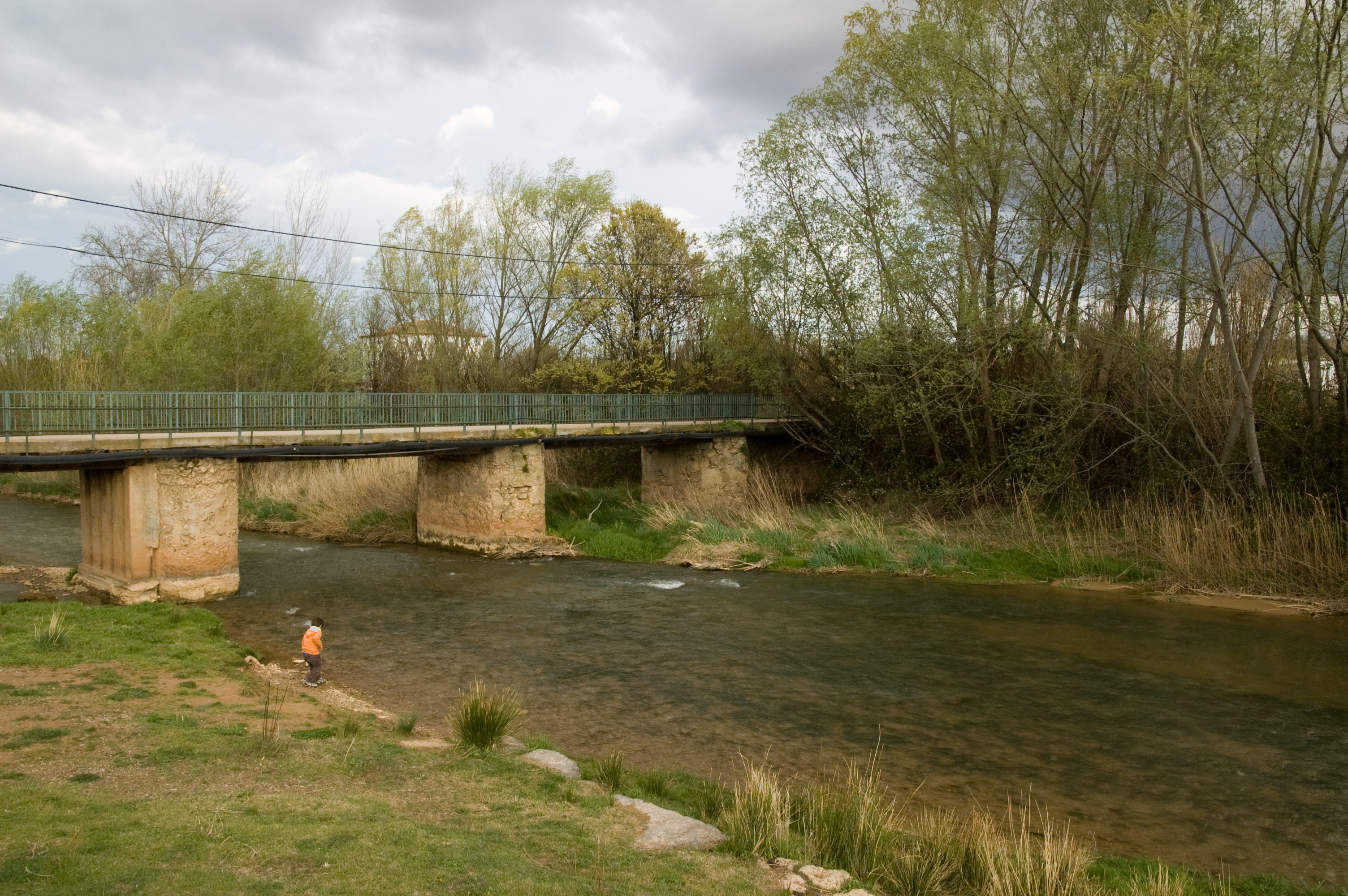
할론강

할론강(스페인어: Río Jalón)은 스페인 북동쪽을 흐르는 강이다.
스페인 북동부에 위치하며 에브로강의 주요 지류 중 하나이다. 길이는 224 km이고 유역 면적은 9,338 km2이다. 칼라타유드의 유속은 초당 20.8 m3이지만 지중해 강우 패턴의 넓은 범위로 인해 매우 불규칙하다.